# تيدكس الخرطوم
تيدإكس الخرطوم هو مؤتمر تيد يعقد في مدينة الخرطوم بالسودان، أقيم إلى الآن في سنتي 2011 و2012. كانت بداية إذاعة الحدث والإعلان عنه في الثاني من مارس عام 2011، ثم كان الحدث الثاني في الخرطوم تحت شعار TEDxKhartoum Who We Are (من نحن؟). كانت الانطلاقة الحقيقية في الثلاثين من مارس 2011، حيث أقيم المؤتمر بمشاركة 14 محاضراً، وكان هذا الحدث الأول من نوعه لتيد في السودان. ثم جاء مؤتمر تيد إكس الخرطوم لعام 2012 بتاريخ 28 أبريل في قاعة الصداقة الدولية، بحضور كبير من المستمعين وباستضافة 17 محاضراً.

## مؤتمرات تيد الخرطوم الأخرى
تقام أيضاً في الخرطوم أحداث أخرى تتبع تيد، منها:
- Tedxkhartoum change 2011
- Tedxkhartoum change 2012
- تيدإكس شباب الخرطوم 2011
- تيدإكس شباب الخرطوم 2012